# Femuddingssläktet
Femuddingssläktet (Pentas) är ett växtsläkte i familjen måreväxter med cirka 40 arter. De förekommer i tropiska Afrika, Madagaskar och Arabiska halvön.  I Sverige odlas arten femudding (P. lanceolata) som krukväxt.

### Webbkällor
- Svensk Kulturväxtdatabas
- GRIN Taxonomy for Plants
- Wikimedia Commons har media som rör Femuddingssläktet.